# Bartholomäuskirche (Nordheim)

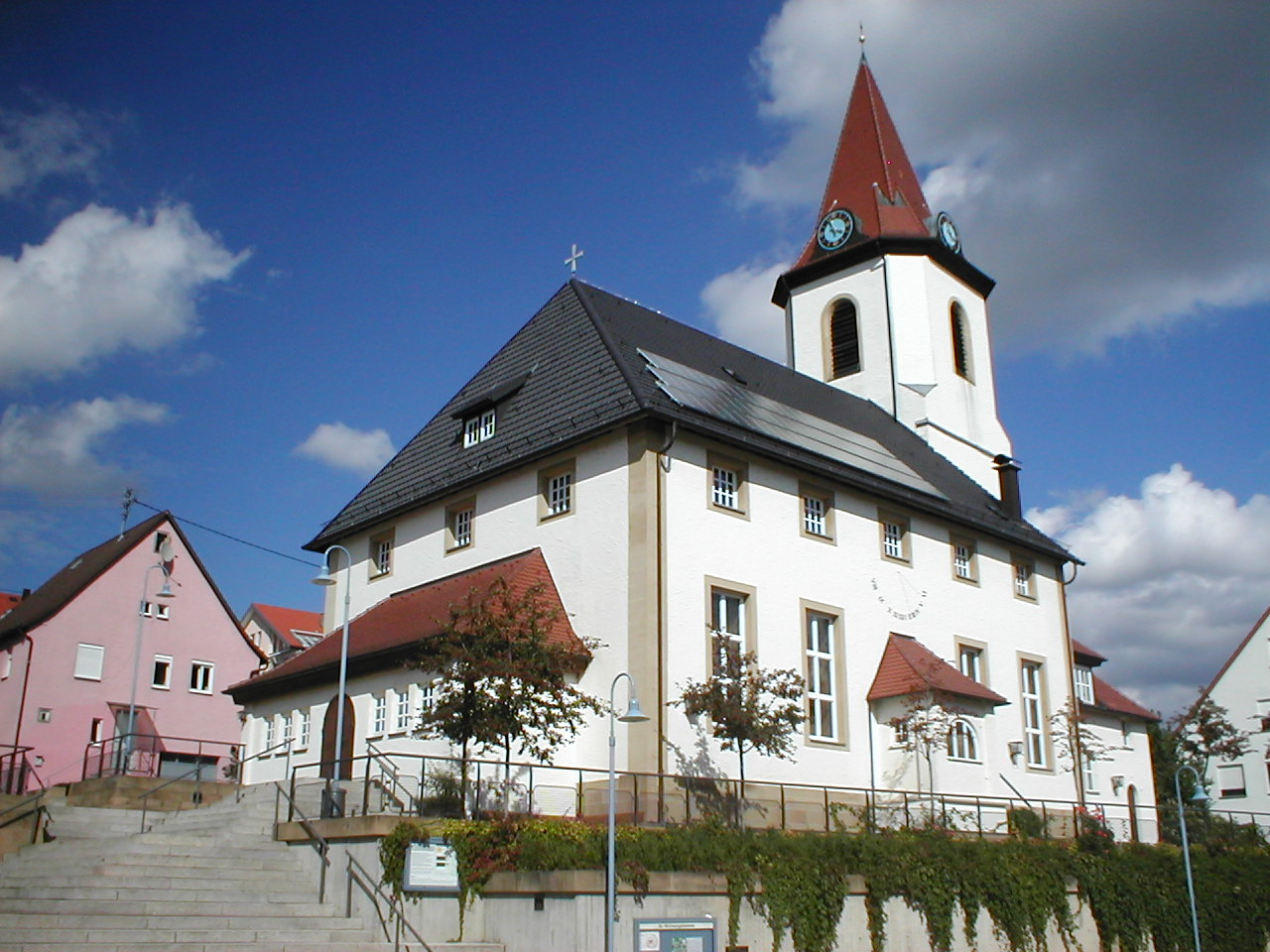
Bartholomäuskirche in Nordheim

Die Bartholomäuskirche in Nordheim im Landkreis Heilbronn im nördlichen Baden-Württemberg ist eine evangelische Pfarrkirche. Die Kirche ist die ursprüngliche Kirche des Ortes, die seit 1307 bezeugt ist und ihre heutige Gestalt im Wesentlichen durch den Wiederaufbau nach der Zerstörung im Zweiten Weltkrieg erhielt.

## Geschichte

Altar und Chor

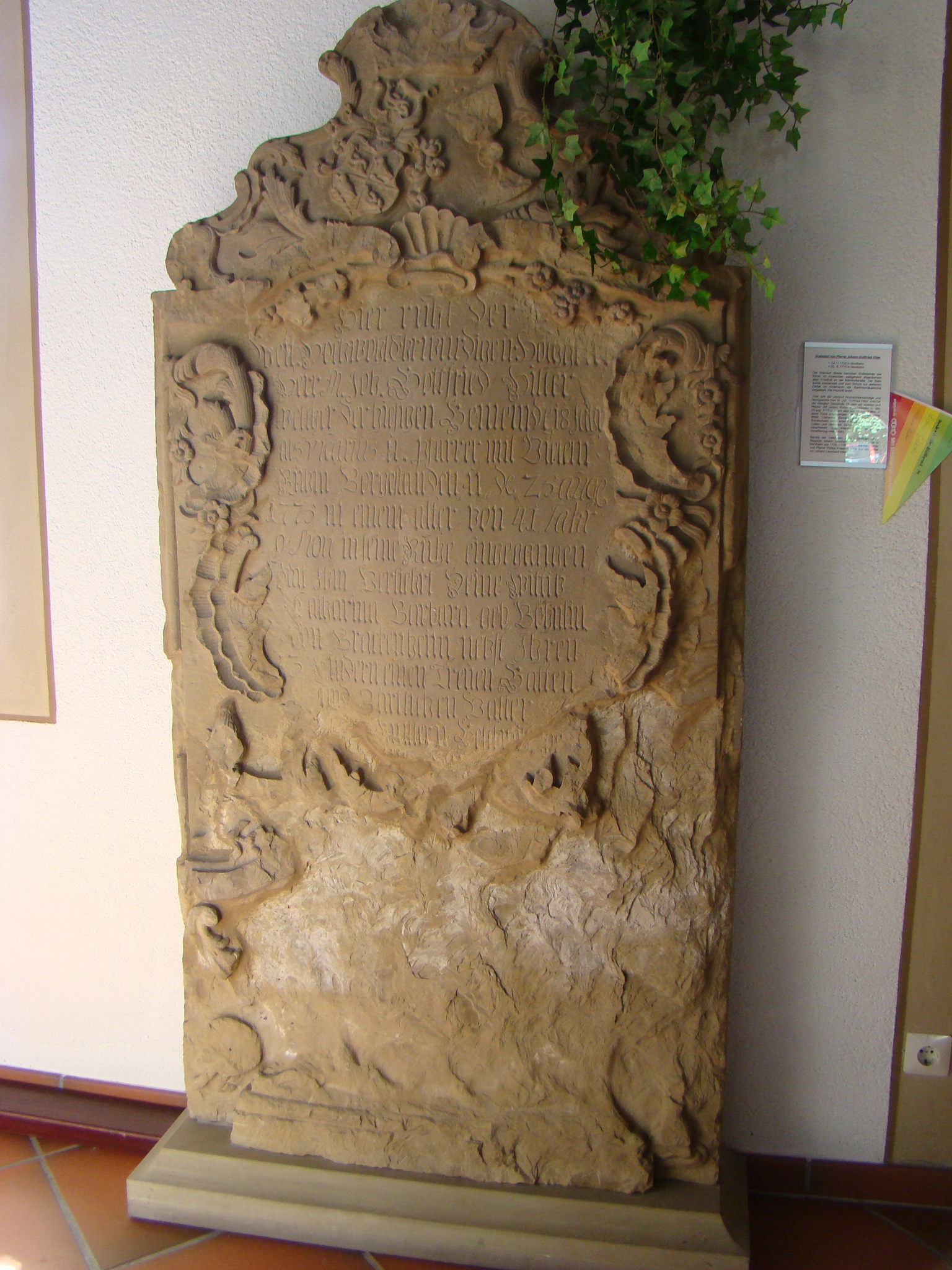
Hiller-Grabstein

Eine dem Heiligen Bartholomäus geweihte Kirche ist in Nordheim seit 1307 bezeugt. Die Wahl des Kirchenheiligen wird mit der Fehlinterpretation seines Schindmessers als Rebmesser und der daraus folgenden Verehrung als Schutzheiliger der Weingärtner begründet. Die Kirche wurde im Lauf der Geschichte mehrfach zerstört und wiederaufgebaut. Der älteste Bauteil ist der Turmsockel aus der Zeit der Gotik. 1693 brannten Franzosen im Pfälzischen Erbfolgekrieg die Kirche mit dem halben Ort nieder. 1810 fiel die Kirche erneut einem durch Brandstiftung ausgelösten großen Ortsbrand zum Opfer und wurde danach in größerer Form als zur Kanzel ausgerichtete Predigtkirche mit vermauertem Chor wiederaufgebaut. 1905 wurde die Kirche unter Leitung der Stuttgarter Architekten Böklen und Feil renoviert und erhielt dabei eine Ausmalung im Stil des Jugendstils. Bei den Kämpfen um Nordheim gegen Ende des Zweiten Weltkriegs wurde die Kirche am 5. April 1945 erneut zerstört. Bis 1949 erfolgte der Wiederaufbau im Wesentlichen in der heutigen Gestalt, wobei man den vormals vermauerten Chor wieder geöffnet hat. Bei einer Renovierung in den Jahren von 1989 bis 1991 wurde die Südempore entfernt, wodurch der Innenraum wesentlich heller wurde. Außerdem erhielt die Kirche einen neuen höheren Turmhelm, im Turm wurde dabei auch eine Museumsstube eingerichtet. Im Jahr 2000 wurde eine 50 Quadratmeter große Photovoltaikanlage auf dem Kirchendach installiert.

## Beschreibung

### Architektur
Die Bartholomäuskirche in der Ortsmitte von Nordheim ist eine gotische Chorturmkirche. Der 37 Meter hohe Turm befindet sich etwas nördlich von der Kirchenmittelachse und ist außerdem um etwa 5° gegen den Uhrzeigersinn verdreht. Diese Asymmetrie ergab sich vermutlich bei der Vergrößerung des Kirchenschiffs während des Neubaus nach dem Brand von 1810. An der Wand zum damals vermauerten Chor befand sich eine Altarkanzel, bevor der Chor beim Wiederaufbau 1945 wieder zum Langhaus hin geöffnet wurde. An der Nordwand des Chors sind die Reste eines alten Sakramentshauses aus vorreformatorischer Zeit erhalten. Das Chorfenster an der Ostwand des Chores wurde 1973 von Wolf-Dieter Kohler gestaltet.

### Ausstattung
Im Langhaus der Kirche ist an der Südwand ein historischer Grabstein des Pfarrers Johann Gottfried Hiller (1733–1775) aufgestellt. Sein Vater Johann Leonhard Hiller war von 1729 bis 1766 ebenfalls Pfarrer in Nordheim gewesen und ein Vetter des Kirchenlieddichters Philipp Friedrich Hiller.
Das Altarkruzifix wurde 1952 von Gläser in Stuttgart gefertigt. Das kleine Kruzifix bei der Kanzel links vom Chorbogen wurde nach einem Entwurf von Pfarrer Altenfelder der Partnergemeinde Betheim in Thüringen aus Stacheldraht der einstigen innerdeutschen Grenze gefertigt.

### Orgel

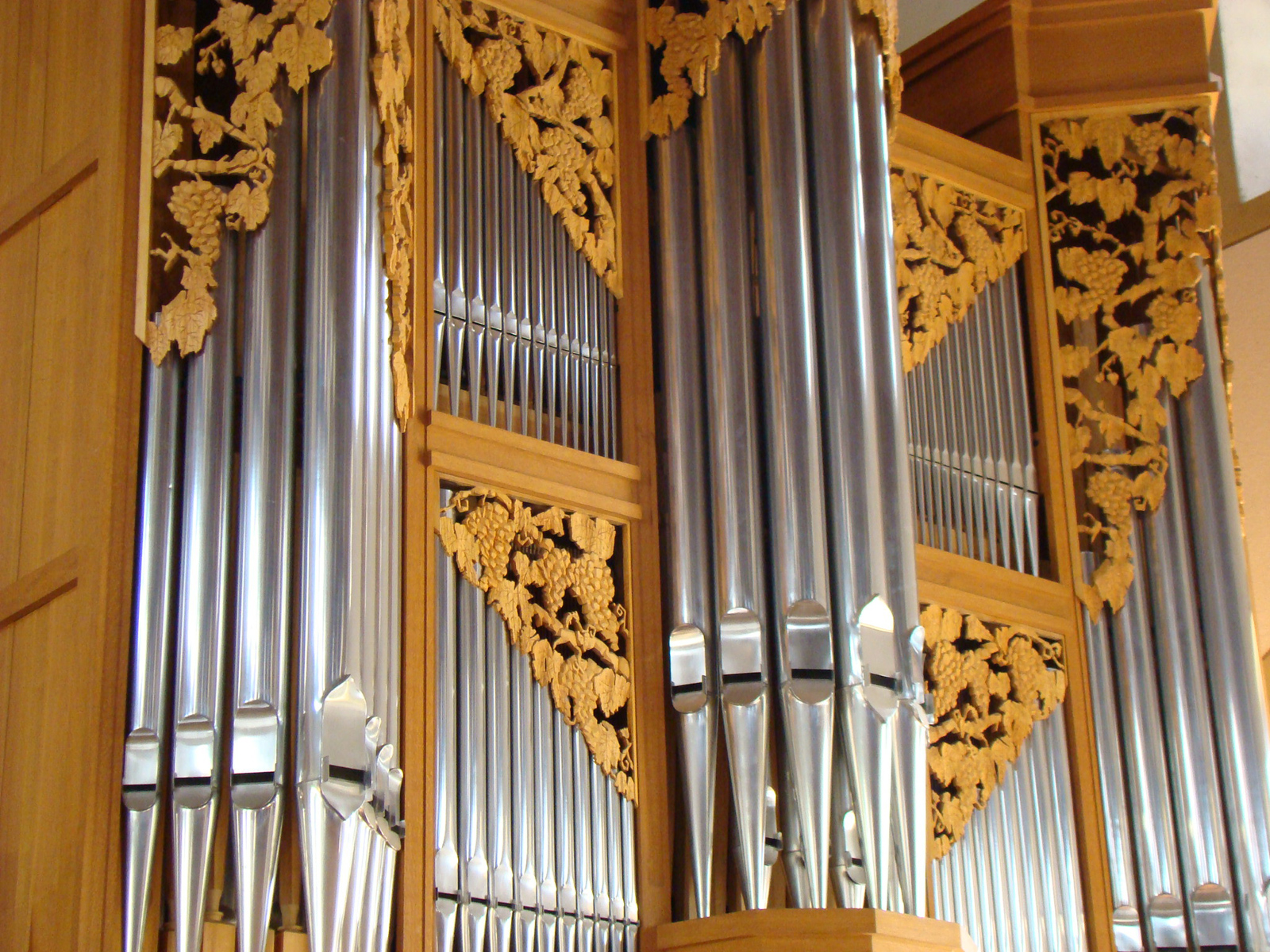
Orgelgehäuse

Die rechts vom Chorbogen aufgestellte Orgel der Bartholomäuskirche wurde 1991 bei Richard Rensch gefertigt und hat 23 klingende Register. Die längste der 1576 Pfeifen misst etwa drei Meter, die kleinste Pfeife ist nur etwa zwölf Millimeter groß. Bis auf 62 Holzpfeifen bestehen die Pfeifen aus einer Zinn-Blei-Legierung. Das Orgelgehäuse wurde aus Eichenholz gefertigt. Das hölzerne Zierwerk über den Orgelpfeifen ist als Rebenblätter und Trauben gestaltet.
| I Hauptwerk C–g3 |             |       |
| 1.               | Principal   | 8′    |
| 2.               | Rohrflöte   | 8′    |
| 3.               | Octave      | 4′    |
| 4.               | Spitzflöte  | 4′    |
| 5.               | Quinte      | 2 ⁄3′ |
| 6.               | Superoctave | 2′    |
| 7.               | Mixtur IV   | 1 ⁄3′ |
| 8.               | Cornet IV   | 4′    |
| 9.               | Trompete    | 8′    |

| II Schwellwerk C–g3 |                 |        |
| 10.                 | Bleigedeckt     | 8′     |
| 11.                 | Geigenprincipal | 8′     |
| 12.                 | Bifara          | 8′     |
| 13.                 | Principal       | 4′     |
| 14.                 | Flöte           | 4′     |
| 15.                 | Nazard          | 2 ⁄3′  |
| 16.                 | Waldflöte       | 2′     |
| 17.                 | Terz            | 1 3⁄5′ |
| 18.                 | Mixtur III-IV   | 2′     |
| 19.                 | Trompete        | 8′     |
| 20.                 | Basson Hautbois | 8′     |

| Pedal C–f1 |                       |     |
| 21.        | Subbaß                | 16′ |
| 22.        | Principalbaß          | 8′  |
| 23.        | Fagott                | 16′ |
| 24.        | Rohrflötenbaß (Nr. 2) | 8′  |
| 25.        | Octavbaß (Nr. 3)      | 4′  |
| 26.        | Trompete (Nr. 9)      | 8′  |

- Koppeln: II/I, I/P, II/P

### Glocken
Die vier Bronzeglocken der Kirche wurden nach dem Zweiten Weltkrieg aus unterschiedlicher Herkunft gebraucht angeschafft und am 26. März 1955 geweiht.